# Общество святой Терезы Иисуса
Общество святой Терезы Иисуса (исп. Companyia de Santa Teresa de Jesús, лат. Societas Sanctae Theresiae a Iesu) — женский институт посвященной жизни в Римско-католической церкви, основанный 23 июня 1846 года в Таррагоне, в Каталонии, в Испании святым Генрихом де Оссо-и-Сервельо и утверждённый 16 сентября 1888 года Святым Престолом. Институт является ветвью регулярных терциариев Ордена Босых Кармелитов и обозначается аббревиатурой S.T.J..

## История
Общество основано 23 июня 1876 года в Таррагоне, в Каталонии в Испании священником Генрихом де Оссо-и-Сервельо. Им был задуман проект создания института учительниц-монахинь для христианского воспитания и образования девочек.
Первые общины были основаны в Таррагоне и Тортосе. 31 декабря 1878 года восемь сестёр принесли временные обеты и приняли монашеское облачение, а 15 октября 1882 года инокини института принесли вечные обеты и стали монахинями.
16 сентября 1888 года Папа Лев XIII одобрил деятельность общества соответствующим декретом. Окончательно институт был утвержден Святым Престолом 18 декабря 1908 года.
Конституции общества были утверждены 18 мая 1903 года, и пересмотрены 2 апреля 1971 года в духе реформ Второго Ватиканского собора.

## В настоящее время
На 31 декабря 2005 года в институте несли служение 1 620 монахинь в 220 домах. Общество действует на территории Анголы, Аргентины, Боливии, Бразилии, Буркина-Фасо, Венесуэлы, Гватемалы, Испании, Италии, Колумбии, Коста-Рики, Кот-д'Ивуара, Кубы, Мексики, Мозамбика, Никарагуа, Парагвая, Португалии, Сан-Томе и Принсипи, США, Уругвая, Франции, Чили, Эквадора.
Главный дом института находится в Риме, в Италии.

### Деятельность
Сёстры Общества святой Терезы Иисуса ведут созерцательно-апостольский образ жизни, деля день между молитвой и профессиональным образованием и воспитанием молодежи. Ранее они обучали исключительно девочек, теперь обучают и мальчиков.

## Покровители конгрегации
Главной покровительницей конгрегации является святая Тереза Иисуса (Аумада-и-Сепеда). Основатель института, Генрих де Оссо-и-Сервельо был беатифицирован 14 октября 1979 года и канонизирован 16 июня 1993 года. 29 апреля 1990 года к лику блаженных была причислена инокиня института Мария Мерседес Прат-и-Прат.